# 酒井忠行
酒井 忠行（さかい ただゆき）は、江戸時代前期の大名。上野国板鼻藩主を経て同国厩橋藩の第3代藩主。雅楽頭系酒井家8代。

## 生涯
慶長4年（1599年）、酒井忠世の嫡男として江戸に生まれる。将軍・徳川秀忠付きの父・忠世とともに徳川家に仕え、慶長19年（1614年）10月の大坂冬の陣で初陣する。翌慶長20年（1615年）1月には従五位下阿波守に任じられ、4月の大坂夏の陣では武功を挙げた。元和9年（1623年）に西の丸奏者となり、寛永2年（1625年）には上野国板鼻に2万石の所領を与えられた。寛永3年（1627年）には、将軍職を譲った大御所秀忠と家光父子の上洛に従い、二条城に後水尾天皇を迎える接待役を果たした。寛永8年（1631年）には秀忠の名代として日光東照宮参詣を務めている。
寛永9年（1632年）、秀忠の死後には本丸奏者に任じられ将軍家光に仕えた。秀忠の西の丸屋敷は忠世に与えられ、忠世が江戸城土橋口屋敷から西の丸屋敷へ移ると、忠行が大橋外屋敷から土橋口へ入る。翌寛永10年（1633年）には、家光の御代始めに伴い1万石の加増を受けた。寛永11年（1634年）7月には家光の上洛中に西の丸が失火して全焼。西の丸番を務めていた父の忠世とともに謹慎する。
西の丸失火により忠世は筆頭年寄を退いているが、忠行は奏者へ復職している。寛永13年（1636年）3月、忠世の死去により家督と厩橋藩の遺領を相続し、所領の合計は部屋住領と併せて15万2500石になった。その後、藩政を安定させるために奉行職を設けるなどしたが自身も病に臥せ、同年11月17日、37歳で死去。胃病を病んでいたと言われる。家督は長男の忠清が継いだ。